# Vincenzo Rizzo
Vincenzo Rizzo, detto Enzo (Castelfranco Veneto, 29 novembre 1921 – Cortina d'Ampezzo, 30 giugno 1948) è stato un partigiano italiano, medaglia d'argento al valor militare.

## Biografia
Iscritto all'università di Padova, alla facoltà di ingegneria, dopo l'Armistizio di Cassibile, entra a far parte della Resistenza vicentina, nella brigata "Cesare Battisti" della Divisione Monte Grappa, la stessa di Tina Anselmi, futura parlamentare democristiana e prima donna nominata ministro in Italia.
Dopo il primo periodo viene nominato comandante della brigata, incarico che mantiene fino alla fine dei combattimenti.

L'attività della brigata comportò per il nemico tedesco danni che possono essere riassunti come segue:
- 2692 ore di interruzione di trasporti ferroviari tra Italia e Germania
- Distruzione di 34 locomotive
- Distruzione di 52 carri merci
- Distruzione di 2030 metri di binario

Muore nel 1948 per una malattia contratta durante gli anni della resistenza. Per i suoi meriti gli è stata assegnata la medaglia d'argento al valor militare.

## Onorificenze

### Riconoscimenti
- L'Università di Padova gli ha assegnato nel 1954 la laurea honoris causa mentre il Comune di Castelfranco gli ha intitolato la scuola primaria nella frazione di Salvarosa.[3]